# マゴメド・ジャファロフ
マゴメド・ジャファロフ（Magomed Dzhafarov　1976年6月18日- ）はロシアの柔道選手。ダゲスタン共和国出身。階級は66kg級。身長169cm。

## 人物
1996年の世界ジュニア60kg級で2位になった。1997年の世界選手権65kg級では5位となった。2000年のシドニーオリンピックには出場できなかった。2001年のユニバーシアード66kg級では優勝を飾った。2003年の世界選手権では銅メダルを獲得した。2004年のアテネオリンピックでは準々決勝で内柴正人に敗れた。

## 主な戦績
- 1996年 - 世界ジュニア　60kg級　2位
- 1997年 - 世界選手権　65kg級　5位
- 1998年 - 正力国際　3位
- 1998年 - フランス国際　3位
- 1999年 - ドイツ国際　優勝
- 2000年 - ドイツ国際　3位
- 2000年 - ロシア大統領杯　団体戦　優勝
- 2001年 - ユニバーシアード　優勝
- 2003年 - ロシア国際　2位
- 2003年 - 世界選手権　3位
- 2005年 - ロシア国際　優勝
- 2006年 - ロシア国際　3位